# Mehmed Meša Selimović
Mehmed Meša Selimović (* 26. April 1910 in Tuzla; † 11. Juli 1982 in Belgrad) war ein jugoslawischer Autor und Theatermann.

## Leben
In seiner Geburtsstadt besuchte er das Gymnasium und schrieb sich dort an der Philosophischen Fakultät ein. Seinen Abschluss machte er dort 1934 und arbeitete bis 1941 an Schulen in Tuzla. Dort erlebte er auch die ersten zwei Jahre des Zweiten Weltkriegs.
Im Mai 1943 floh er in befreites Gebiet und schloss sich dort den Partisanen an.
Ab 1947 lebte Selimović in Sarajevo und arbeitete dort als Professor an der Pädagogischen Fakultät, künstlerischer Leiter von Bosna-Film, Direktor der Drama-Abteilung  am Nationaltheater Sarajevo und Redakteur bei dem Verlag Svjetlost.
Selimovićs Ethnizität führte, besonders seit dem Zerfall Jugoslawiens, immer wieder zu Kontroversen. Wenngleich er in Bosnien und Herzegowina als Kind einer muslimischen Familie zur Welt kam, betonte er zu verschiedenen Gelegenheiten, dass er Serbe sei. In seinen Memoiren Sjećanja schreibt er, dass er die Wurzeln seiner Familie bis zur serbisch-orthodoxen Drobnjaci-Sippe in der östlichen Herzegowina zurückverfolgen konnte.
Selimović wurde mehrfach für den Literaturnobelpreis vorgeschlagen, erhielt ihn jedoch nie.

## Werke
- Prva četa Erzählung, erschienen 1951
- Noć i jutra (Tag und Nacht) (Drehbuch) 1958
- Tišine (Roman), erschienen 1961
- Tuđa zemlja 1962
- Derviš i smrt 1966; deutsch „Der Derwisch und der Tod“ Die Handlung des Romans ist im Bosnien des 17. Jahrhunderts angesiedelt. Bosnien ist zu dieser Zeit eine westliche Provinz des osmanischen Reiches. Im Mittelpunkt des Romans steht der Scheich Ahmed Nurudin, aus dessen Perspektive der Roman auch erzählt wird.
- Za i protiv Vuka (Für und Gegen Vuk) 1967
- Tvrđava erschienen 1970
  - Die Festung. Historischer Roman. Aus dem Serbokroatischen übersetzt von Barbara Antkowiak. Verlag Volk und Welt, Berlin 1977.
- Krug erschienen 1983, unvollendet
- Sjećanja. Belgrad, 1976; 1976; 1979; 1981; – auch erschienen bei Svjetlost. Sarajevo, 1976; deutsch „die Erinnerungen“ – Selimovics Autobiographie